# Plavání na mistrovství Evropy v plaveckých sportech 1997
Závody v plavání na mistrovství Evropy v plaveckých sportech za rok 1997 proběhly v Seville, Španělsko ve dnech 13. až 24. srpna 1997.

## Výsledky

### Individuální disciplíny
| Muži                 | Zlato                         | Zlato    | Stříbro                     | Stříbro  | Bronz                       | Bronz    |
| -------------------- | ----------------------------- | -------- | --------------------------- | -------- | --------------------------- | -------- |
| 50 m volný způsob    | Alexandr Popov (RUS)          | 22,30    | Mark Foster (GBR)           | 22,53    | Julien Sicot (FRA)          | 22,78    |
| 100 m volný způsob   | Alexandr Popov (RUS)          | 49,09    | Lars Frölander (SWE)        | 49,51    | Oleg Ruchlevič (BLR)        | 49,84    |
| 200 m volný způsob   | Paul Palmer (GBR)             | 1:48,85  | Massimiliano Rosolino (ITA) | 1:49,02  | Béla Szabados (HUN)         | 1:49,98  |
| 400 m volný způsob   | Emiliano Brembilla (ITA)      | 3:45,96  | Massimiliano Rosolino (ITA) | 3:48,11  | Paul Palmer (GBR)           | 3:50,03  |
| 1500 m volný způsob  | Emiliano Brembilla (ITA)      | 14:58,65 | Ihor Snitko (UKR)           | 15:07,85 | Denys Zavhorodnyj (UKR)     | 15:19,28 |
| 100 m znak           | Martín López-Zubero (ESP)     | 55,71    | Étán Urbach (ISR)           | 55,88    | Vladimir Selkov (RUS)       | 55,97    |
| 200 m znak           | Vladimir Selkov (RUS)         | 1:59,21  | Emanuele Merisi (ITA)       | 1:59,63  | Ralf Braun (GER)            | 1:59,91  |
| 100 m motýlek        | Lars Frölander (SWE)          | 52,85    | Denys Sylanťjev (UKR)       | 53,27    | Franck Esposito (FRA)       | 53,28    |
| 200 m motýlek        | Franck Esposito (FRA)         | 1:57,24  | Denys Sylanťjev (UKR)       | 1:58,48  | Steven Parry (GBR)          | 1:58,78  |
| 100 m prsa           | Alexandr Hukov (BLR)          | 1:02,17  | Károly Güttler (HUN)        | 1:02,23  | Daniel Málek (CZE)          | 1:02,27  |
| 200 m prsa           | Alexandr Hukov (BLR)          | 2:13,90  | Andrej Kornějev (RUS)       | 2:14,40  | Daniel Málek (CZE)          | 2:14,74  |
| 200 m polohový závod | Marcel Wouda (NED)            | 2:00,77  | Xavier Marchand (FRA)       | 2:01,08  | Jani Sievinen (FIN)         | 2:02,12  |
| 400 m polohový závod | Marcel Wouda (NED)            | 4:15,38  | Frederik Hviid (ESP)        | 4:19,68  | Robert Seibt (GER)          | 4:20,43  |
| Ženy                 | Zlato                         | Zlato    | Stříbro                     | Stříbro  | Bronz                       | Bronz    |
| 50 m volný způsob    | Natalija Meščerjakovová (RUS) | 25,31    | Sandra Völkerová (GER)      | 25,43    | Therese Alshammarová (SWE)  | 25,78    |
| 100 m volný způsob   | Sandra Völkerová (GER)        | 55,38    | Martina Moravcová (SVK)     | 55,46    | Antje Buschschulteová (GER) | 55,50    |
| 200 m volný způsob   | Michelle De Bruinová (IRL)    | 1:59,93  | Naděžda Čemezovová (RUS)    | 1:59,97  | Camelia Potecová (ROU)      | 2:00,17  |
| 400 m volný způsob   | Dagmar Haseová (GER)          | 4:09,58  | Michelle De Bruinová (IRL)  | 4:10,50  | Kerstin Kielgaßová (GER)    | 4:10,89  |
| 800 m volný způsob   | Kerstin Kielgaßová (GER)      | 8:34,41  | Carla Geurtsová (NED)       | 8:36,14  | Jana Henkeová (GER)         | 8:39,93  |
| 100 m znak           | Antje Buschschulteová (GER)   | 1:01,74  | Roxana Maracineanuová (FRA) | 1:01,84  | Sandra Völkerová (GER)      | 1:02,23  |
| 200 m znak           | Cathleen Rundová (GER)        | 2:11,46  | Antje Buschschulteová (GER) | 2:12,05  | Roxana Maracineanuová (FRA) | 2:12,06  |
| 100 m motýlek        | Mette Jacobsenová (DEN)       | 59,64    | Martina Moravcová (SVK)     | 59,74    | Johanna Sjöbergová (SWE)    | 1:00,07  |
| 200 m motýlek        | María Peláezová (ESP)         | 2:10,25  | Michelle De Bruinová (IRL)  | 2:10,88  | Mette Jacobsenová (DEN)     | 2:11,97  |
| 100 m prsa           | Ágnes Kovácsová (HUN)         | 1:08,08  | Svitlana Bondarenková (UKR) | 1:08,87  | Brigitte Becueová (BEL)     | 1:09,42  |
| 200 m prsa           | Ágnes Kovácsová (HUN)         | 2:24,90  | Alicja Pęczaková (POL)      | 2:28,04  | Brigitte Becueová (BEL)     | 2:28,90  |
| 200 m polohový závod | Oxana Verevková (RUS)         | 2:14,74  | Martina Moravcová (SVK)     | 2:15,02  | Jana Kločkovová (UKR)       | 2:15,03  |
| 400 m polohový závod | Michelle De Bruinová (IRL)    | 4:42,08  | Jana Kločkovová (UKR)       | 4:43,07  | Hana Černá (CZE)            | 4:44,05  |

### Štafety
| Muži                   | Zlato | Zlato   | Stříbro | Stříbro | Bronz | Bronz   |
| ---------------------- | --- | ------- | --- | ------- | --- | ------- |
| 4×100 m volný způsob   | Rusko (RUS) (Alexandr Popov, Roman Jegorov, Denis Pimankov, Vlad Pyšnenko, (r)Vladislav Kulikov, (r)Roman Ščegolev)                                             | 3:16,85 | Německo (GER) (Alexander Lüderitz, Steffen Zesner, Christian Tröger, Torsten Spanneberg, (r)Christian Keller)                              | 3:18,33 | Nizozemsko (NED) (Bram van Haandel, Martijn Zuijdweg, Mark Veens, Pieter van den Hoogenband, (r)Dennis Rijnbeek)   | 3:20,82 |
| 4×200 m volný způsob   | Spojené království (GBR) (Paul Palmer, Andrew Clayton, Gavin Meadows, James Salter, (r)Mark Stevens)                                                            | 7:17,56 | Nizozemsko (NED) (Pieter van den Hoogenband, Mark van der Zijden, Martijn Zuijdweg, Marcel Wouda, (r)Dennis Rijnbeek, (r)Bas-Ido Wennekes) | 7:17,84 | Německo (GER) (Lars Conrad, Christian Keller, Stefan Pohl, Steffen Zesner, (r)Oliver Lampe, (r)Christian Tröger)   | 7:18,86 |
| 4×100 m polohový závod | Rusko (RUS) (Vladimir Selkov, Andrej Kornějev, Vladislav Kulikov, Alexandr Popov, (r)Sergej Ostapčuk, (r)Roman Ivanovskij, (r)Denis Pimankov, (r)Roman Jegorov) | 3:39,67 | Německo (GER) (Ralf Braun, Jens Kruppa, Thomas Rupprath, Christian Tröger, (r)Thomas Schmolt, (r)Alexander Lüderitz)                       | 3:41,47 | Polsko (POL) (Mariusz Siembida, Marek Krawczyk, Marcin Kaczmarek, Bartosz Kizierowski)                             | 3:42,20 |
| Ženy                   | Zlato | Zlato   | Stříbro | Stříbro | Bronz | Bronz   |
| 4×100 m volný způsob   | Německo (GER) (Katrin Meißnerová, Simone Osygusová, Antje Buschschulteová, Sandra Völkerová, (r)Kerstin Kielgaßová, (r)Silvia Szalaiová)                        | 3:41,49 | Švédsko (SWE) (Louise Jöhnckeová, Josefin Lillhageová, Therese Alshammarová, Malin Svahnströmová)                                          | 3:43,69 | Rusko (RUS) (Svetlana Lešukovová, Natalija Meščerjakovová, Inna Jaická, Naděžda Čemezovová, (r)Jelena Nazemnovová) | 3:44,72 |
| 4×200 m volný způsob   | Německo (GER) (Dagmar Haseová, Janina-Kristin Götzová, Antje Buschschulteová, Kerstin Kielgaßová, (r)Silvia Szalaiová, (r)Katrin Jäkeová)                       | 8:03,59 | Švédsko (SWE) (Louise Jöhnckeová, Josefin Lillhageová, Johanna Sjöbergová, Malin Svahnströmová, (r)Åsa Sandlundová)                        | 8:04,53 | Dánsko (DEN) (Britt Raabyová, Berit Puggaardová, Mette Jacobsenová, Ditte Jensenová, (r)Mia Muusfeldtová)          | 8:07,26 |
| 4×100 m polohový závod | Německo (GER) (Antje Buschschulteová, Sylvia Geraschová, Katrin Meißnerová, Sandra Völkerová, (r)Anne Poleská, (r)Katrin Jäkeová, (r)Simone Osygusová)          | 4:07,73 | Rusko (RUS) (Olga Kočetkovová, Olga Landiková, Svetlana Pozdějevová, Natalija Meščerjakovová, (r)Inna Jaická)                              | 4:09,04 | Spojené království (GBR) (Sarah Priceová, Jaime Kingová, Caroline Footová, Karen Pickeringová)                     | 4:10,31 |

## Medailová bilance
V plavání se rozdělilo celkem 32 sad medailí.
| Pořadí | Stát                     |       | Muži    | Muži  | Muži  |         | Ženy  | Ženy  | Ženy    |       | Muži + Ženy | Muži + Ženy | Muži + Ženy | Celkem |
| Pořadí | Stát                     | Zlato | Stříbro | Bronz | Zlato | Stříbro | Bronz | Zlato | Stříbro | Bronz |             |             |             | Celkem |
| ------ | ------------------------ | ----- | ------- | ----- | ----- | ------- | ----- | ----- | ------- | ----- | ----------- | ----------- | ----------- | ------ |
| 1.     | Německo (GER)            |       | 0       | 2     | 3     |         | 8     | 2     | 4       |       | 8           | 4           | 7           | 19     |
| 2.     | Rusko (RUS)              |       | 5       | 1     | 1     |         | 2     | 2     | 1       |       | 7           | 3           | 2           | 12     |
| 3.     | Itálie (ITA)             |       | 2       | 3     | 0     |         | 0     | 0     | 0       |       | 2           | 3           | 0           | 5      |
| 4.     | Nizozemsko (NED)         |       | 2       | 1     | 1     |         | 0     | 1     | 0       |       | 2           | 2           | 1           | 5      |
| 5.     | Irsko (IRL)              |       | 0       | 0     | 0     |         | 2     | 2     | 0       |       | 2           | 2           | 0           | 4      |
| 6.     | Spojené království (GBR) |       | 2       | 1     | 2     |         | 0     | 0     | 1       |       | 2           | 1           | 3           | 6      |
| 7.     | Maďarsko (HUN)           |       | 0       | 1     | 1     |         | 2     | 0     | 0       |       | 2           | 1           | 1           | 4      |
| 8.     | Španělsko (ESP)          |       | 1       | 1     | 0     |         | 1     | 0     | 0       |       | 2           | 1           | 0           | 3      |
| 9.     | Bělorusko (BLR)          |       | 2       | 0     | 1     |         | 0     | 0     | 0       |       | 2           | 0           | 1           | 3      |
| 10.    | Švédsko (SWE)            |       | 1       | 1     | 0     |         | 0     | 2     | 2       |       | 1           | 3           | 2           | 6      |
| 11.    | Francie (FRA)            |       | 1       | 1     | 2     |         | 0     | 1     | 1       |       | 1           | 2           | 3           | 6      |
| 12.    | Dánsko (DEN)             |       | 0       | 0     | 0     |         | 1     | 0     | 2       |       | 1           | 0           | 2           | 3      |
| 13.    | Ukrajina (UKR)           |       | 0       | 3     | 1     |         | 0     | 2     | 1       |       | 0           | 5           | 2           | 7      |
| 14.    | Slovensko (SVK)          |       | 0       | 0     | 0     |         | 0     | 3     | 0       |       | 0           | 3           | 0           | 3      |
| 15.    | Polsko (POL)             |       | 0       | 0     | 1     |         | 0     | 1     | 0       |       | 0           | 1           | 1           | 2      |
| 16.    | Izrael (ISR)             |       | 0       | 1     | 0     |         | 0     | 0     | 0       |       | 0           | 1           | 0           | 1      |
| 17.    | Česko (CZE)              |       | 0       | 0     | 2     |         | 0     | 0     | 1       |       | 0           | 0           | 3           | 3      |
| 18.    | Belgie (BEL)             |       | 0       | 0     | 0     |         | 0     | 0     | 2       |       | 0           | 0           | 2           | 2      |
| 19.    | Finsko (FIN)             |       | 0       | 0     | 1     |         | 0     | 0     | 0       |       | 0           | 0           | 1           | 1      |
| 19.    | Rumunsko (ROU)           |       | 0       | 0     | 0     |         | 0     | 0     | 1       |       | 0           | 0           | 1           | 1      |
| Celkem | Celkem                   |       | 16      | 16    | 16    |         | 16    | 16    | 16      |       | 32          | 32          | 32          | 96     |